# Praktična filozofija
Praktična filozofija izučava pitanje ljudske prakse i obuhvata pre svega područja etike, filozofije prava, političke filozofije. Praktična filozofija izvorno postavlja pitanje o karakteru i smislu svrsishodnog praktičnog i političkog delanja, a time i pitanje razgraničenja spram teoretskog mišljenja. Praktična filozofija se ujedno razgraničava od teoretske filozofije i određuje posebnost svog teoretskog statusa. Ovo razgraničenje sreće se već kod Aristotela. Novovekovno određenje određuje praktičnu filozofiju kao refleksiju onoga što treba da bude, za razliku od teoretske filozofije koja se bavi onim što jeste. Noviji koncepti praktične filozofije se bave udelom prakse u teoriji i u žižu svojih razmatranja stavljaju odnos spoznaje i interesa, odnos spoznaje i pojedinačne ili kolektivne intencionalnosti. Pri tome se oblast refleksije prakse diferencira na pragmatične, hermeneutičke, transcendentalnofilozofske, biopolitičke i druge pristupe, ali i na sve veći broj specijalizovanih pojedinačnih disciplina. Praktična filozofija, takođe, podrazumeva i korišćenje filozofije i filozofskih tehnika u svrhe rešavanja svakodnevnih problema.
U predmet praktične filozofije spadaju:
- Estetika
- Etika
- Politička filozofija
- Filozofija religije
- Filozofija obrazovanja
- Filozofija prava